# João da Silva Mendes
João da Silva Mendes (Viseu, 17 de Abril de 1822 - Viseu, 20 de Outubro de 1881) foi um empresário agrícola, jornalista e escritor português.

## Família
Filho de Francisco António da Silva Mendes da Fonseca, filho da 1.ª Baronesa da Silva, e de sua mulher Margarida Amália da Costa e Almeida, irmã do 1.º Visconde de Tavira.

## Biografia
Órfão de pai, consagrou-se à sua educação e à de seus irmãos a sua avó paterna. O Rei João, como era conhecido pela imponência da sua figura e vida brilhante e prestigiosa, Representante do Título de Barão da Silva da sua avó paterna e Herdeiro de grande parte da Casa de seus maiores.
Fidalgo Cavaleiro da Casa Real, etc., Jornalista (foi fundador dos jornais Liberal, em 1854 e Jornal de Viseu, em 1868) e Escritor, foi dedicado amigo do 77.º Bispo de Viseu (1862-1882) D. António Alves Martins, de Alexandre Herculano e doutros grandes vultos da época.

## Casamento e descendência
Casou em Santa Comba Dão, São João de Areias, com sua prima em segundo grau Eugénia Cândida da Silva Mendes, filha única e Herdeira de José Cupertino Marques da Silva, Médico e grande Proprietário, e de sua mulher Felícia Cândida da Silva Mendes, e neta materna de Luís da Silva Mendes Furtado, tio e cunhado da 1.ª Baronesa da Silva. Foram pais de: 
- Antónia da Silva Mendes (bap. Santa Comba Dão, São João de Areias, 1845/1846 - 12 de Outubro de 1872), Representante do Título de Baronesa da Silva, casada a 13 de Setembro de 1862 com Luís de Loureiro de Queirós Cardoso do Couto Leitão Teixeira (Viseu, 19 de Abril de 1844 - ?), 1.º Visconde de Loureiro e filho único e Representante do Título do 1.º Barão de Prime, com geração[5]
- Maria do Céu da Silva Mendes (Santa Comba Dão, São João de Areias, 1847 - Viseu, 15 de Março de 1933), solteira e sem geração[1][6]

## Genealogia
┌── Francisco Mendes Furtado
┌── João da Silva Mendes
└── Brites Lopes da Fonseca
┌── Francisco António da Silva Mendes da Fonseca
┌── José António da Fonseca
└── Eugénia Cândida da Fonseca da Silva Mendes
└── Perpétua Maria Xavier
João da Silva Mendes
┌──
┌── Francisco Bernardo da Costa e Almeida
└──
└── Margarida Amália da Costa e Almeida
┌──
└── Antónia Josefa da Costa
└──